# Изобразительное искусство Армении
Армянское изобразительное искусство — изобразительное искусство армянского народа — различных видах живописи, графики, скульптуры и декоративно-прикладного искусства

## Доисторическое искусство
В различных районах современной территории Армении были обнаружены наскальные изображения, датирующиеся VI тыс. до н. э.. В ходе археологических раскопок, проводимых в различных районах Армении была обнаружена энеолитическая чернолощёная керамика с резным геометрическим узором. Археологические данные показали, что традиция художественной обработки металла на территории Армении восходит к III тыс. до н. э.. Были обнаружены хорошо сохранившиеся художественные изделия из металла, такие как медные и бронзовые, золотые и серебряные украшения, сосуды и другие предметы, имевшие культовое и бытовое назначение. II тыс. до н. э. датируется найденная в Армении красноглиняная керамика с выполненной чёрной краской геометрической росписью. С зарождением и распространением по территории Армении куро-аракской археологической культуры в IV — начале III тысячелетия до н. э. связаны обнаруженные у истоков подземных источников и ручьев огромные каменные скульптуры, напоминающие по форме рыб, так называемые вишапы, которые считаются, по мнению исследователей, символическим изображением древних мифологических существ.

## Античность

### Эпоха Урарту
В IX—VI вв. до н. э. на территории Армянского нагорья развивалась высокая цивилизация государства Урарту. Полиэтническое население Урарту — хурри-урартские, протоармянские племена, оставили богатое культурное наследие, продолжением которого является культура армянского народа.

### Древняя Армения. VI век до н. э. — V век н. э.
В VI в. до н. э. завершается формирование армянской народности. Среди художественных произведений VI—III вв. до н. э. высоким уровнем обработки выделяются высокохудожественные изделия из металла. В древней столице Армении Армавире были обнаружены золотые ювелирные изделия эпохи Ервандидов. С IV века до н. э. на территории Армении начинает развиваться эллинистическая культура. В III веке до н. э. в Армении появляются новые города, где развиваются ремесла и искусство. Установление более тесных связей с эллинистическими государствами Средиземноморья способствовало дальнейшему развитию древнеармянской культуры в новом, эллинистическом направлении. Со II в. до н. э. после восстановления армянской государственности и создания царства Великая Армения в армянской культуре начинается расцвет эллинизма. Развитие эллинистической культуры поощрялось вначале царем Арташесом I, а затем и Тиграном Великим. Сохранились чеканные чаши из ритоны и серебра, мозаики, терракотовые изделия, фрагменты скульптурного искусства. Известно, что во время кратковременного похода Марка Антония на Армению римляне увезли из Арташата золотую статую богини Анаит. Ещё в II—I вв. до н. э. древние армяне владели техникой стеклоделия. На рубеже I в. до н. э.— I в. н. э. она достигает нового уровня.
Во время археологических раскопок в крепости Гарни около языческого храма I в. н. э. были обнаружены руины терм I—III в. н. э., пол которых был украшен хорошо сохранившейся мозаикой с изображениями языческих богов и других мифологических существ с греческой надписью „Мы потрудились, но нам не заплатили“. Ко II в. н. э. относятся две серебряные чаши, одна из которых, с именем армянского царя Бакура II, украшена изображениями сцен на театральные сюжеты. На территории Армении обнаружено несколько скульптурных мужских портретов, датирующихся III в..
В 301 году после принятия в Армении христианства в качестве государственной религии, в армянском искусстве своеобразное творческое воплощение получило новое идейное содержание, воспринятое из центров христианского Востока.

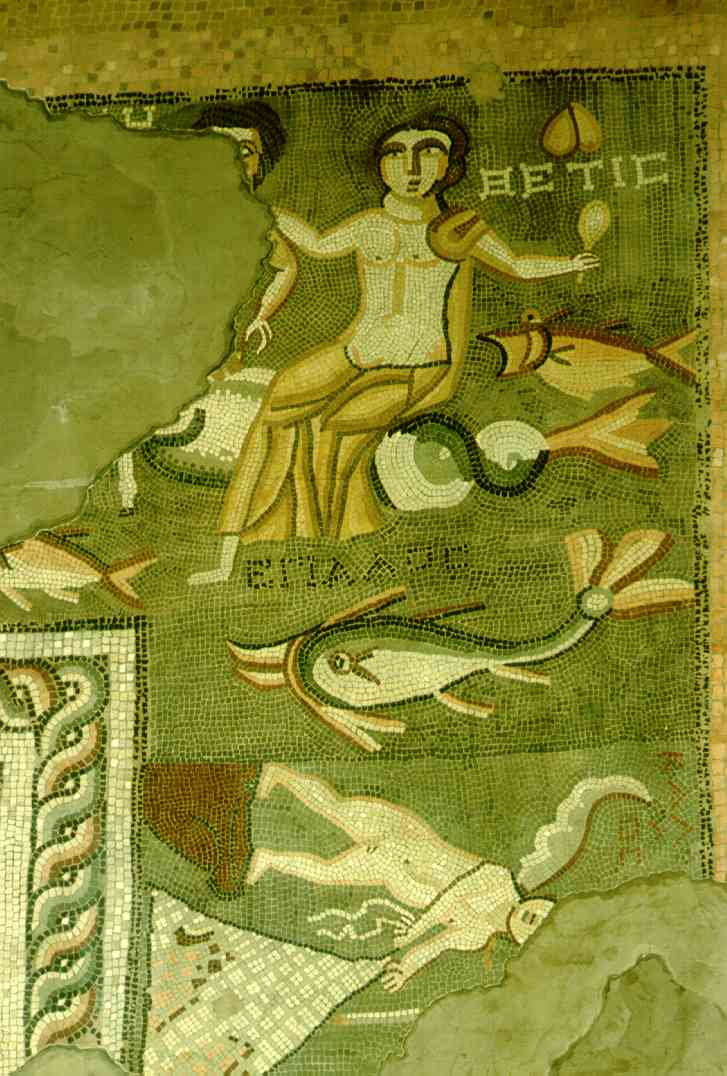
Фрагмент мозаики из терм в Гарни
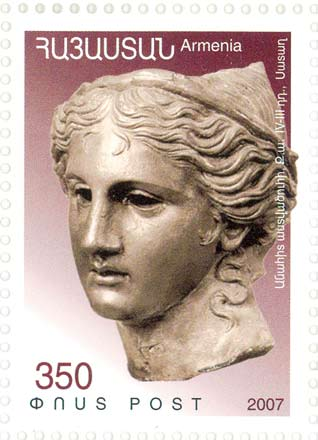
Фрагмент бронзовой статуи древнеармянской богини Анаит на почтовой марке Армении
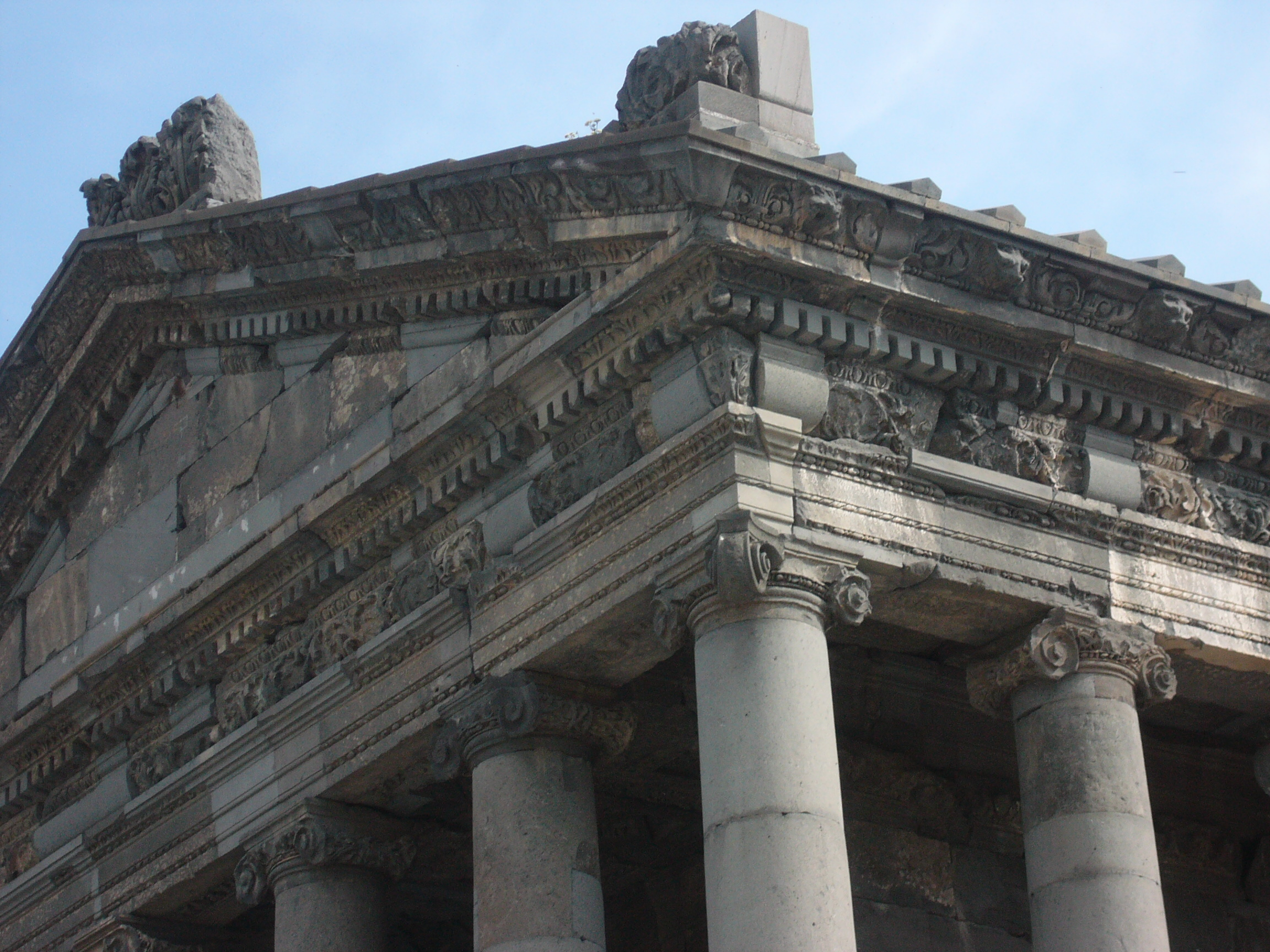
Рельефные орнаменты храма Гарни

## Средние века

### Фресковая живопись

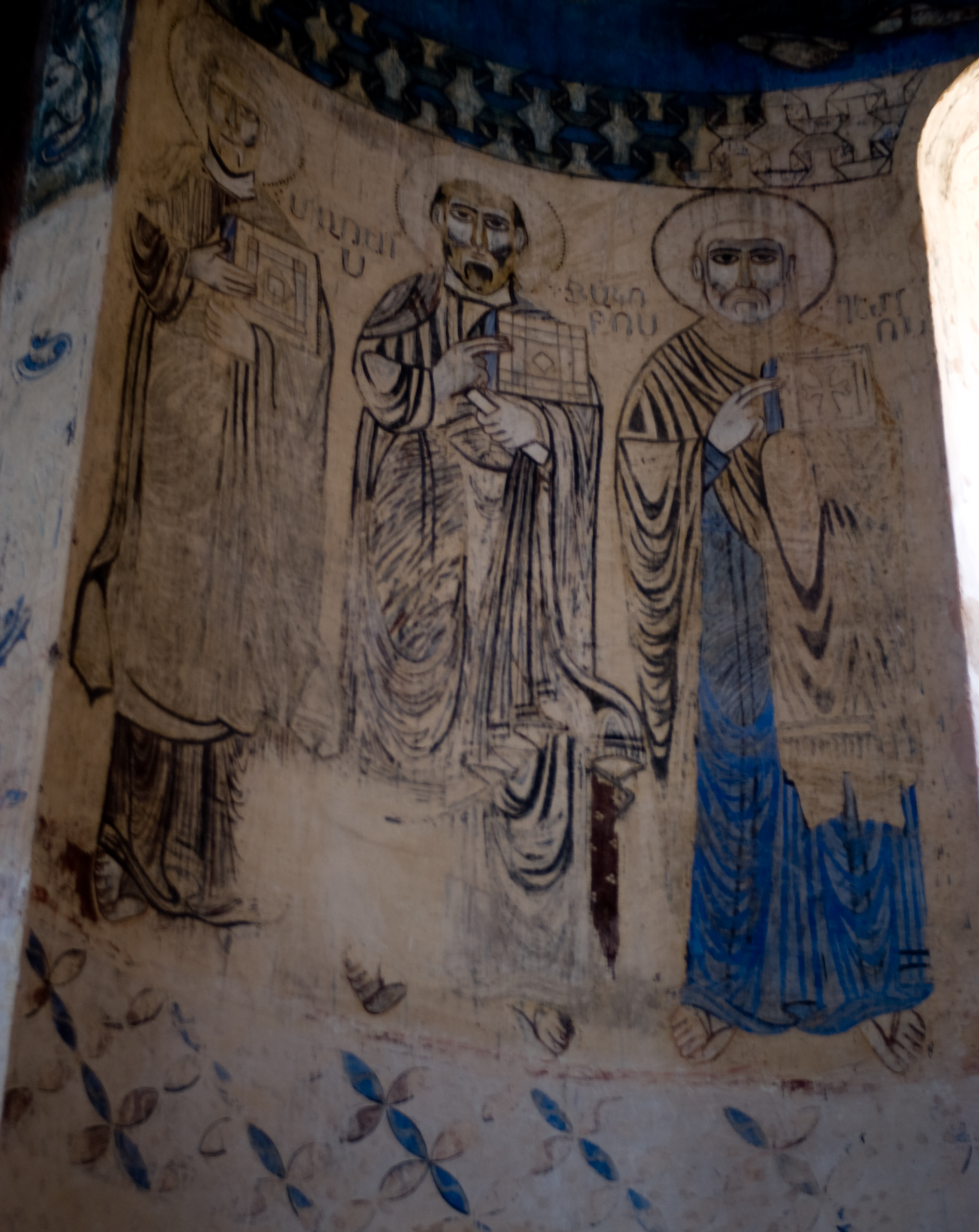
Фрески на церкви Святого Креста в Ахтамаре, 915—921 гг.

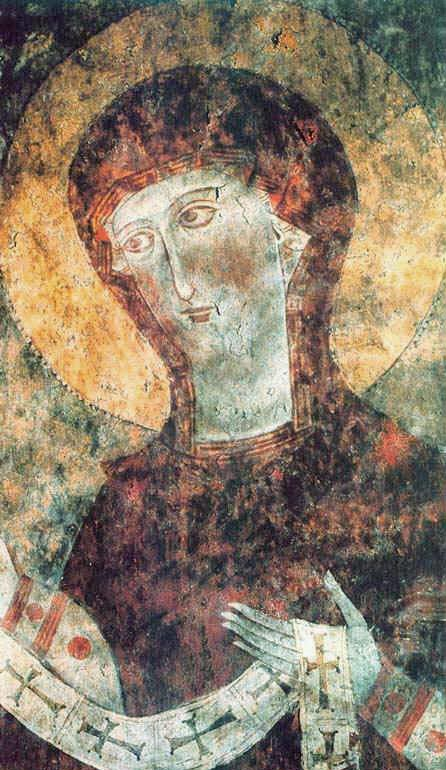
Фреска из Дадиванка, начало XIII века

Наиболее ранние известные образцы армянской фресковой живописи восходят к середине V века, это фрагменты фресок из церкви Погос-Петрос в Ереване и Касахской базилики. Следующие ранние примеры относятся в основном к VII веку (Лмбатаванк, Аручаванк и т. д.) и свидетельствуют об устойчивой традиции росписей в интерьерах. От армянской средневековой монументальной живописи X—XI веков сохранились лишь фресковые фрагменты. Сохранившийся до наших дней фрагмент фресок Татевском монастыря в Сюнике, восходит примерно к 930 году. В монастыре Гндеванк (914 год), расположенного в Вайоцдзорской области, сохранились фрагменты фресок с изображениями ореола Христа в апсиде, фигуры сидящей Богородицы, а также неизвестного святого (художник Егише). Арабский автор ал-Мукаддаси сообщает о стенных росписях монастыря, который он видел предположительно в Арташате:

В трех фарсахах от Дабиля монастырь из белых тесаных камней наподобие конической шапки на восьми колоннах; в нём находятся изображения Девы Марии внутри между полотнами дверей; в какие двери ты ни войдешь и видишь изображение Девы Марии.— ал-Мукаддаси
В трактате автора VI—VII веков Вртанеса Кертога „Об иконоборчестве“ перечисляются сюжеты, изображаемые в храмах, в частности приводятся сведения о существовании в Армении с периода раннего христианства фресок с изображениями святого Григория Просветителя, св. Рипсимэ, св. Гаянэ и других.
Частично сохранились фрески в кафедральном соборе, построенном в 1001 году в средневековой столице Армении городе Ани, а также в церкви Сурб Хач (Святого Креста) (915—921 гг.) на острове Ахтамар, на стенах которой изображены история Адама и Евы, фигуры апостолов и святых, евангельские сцены, и т. д.. Сохранились росписи XII в. в Ахтале, фрагменты росписей XIII в. в церкви Бахтагеки в Ани, а также в церкви Тиграна Оненца и в Дадиванке. Среди фресок XIV в. особую ценность представляют росписи в Ахпатском монастыре.
В армянских церковных росписях сохранилась один из наиболее ранних и полных циклов композиции „Страшного Суда“. Анализ ранних армянских росписей в Аруче, Талине, Лмбате, Коше и т. д., доказывает о наличии уже в VII в. системы декорации, которая достигла наибольшего развития в X веке.

### Скульптура

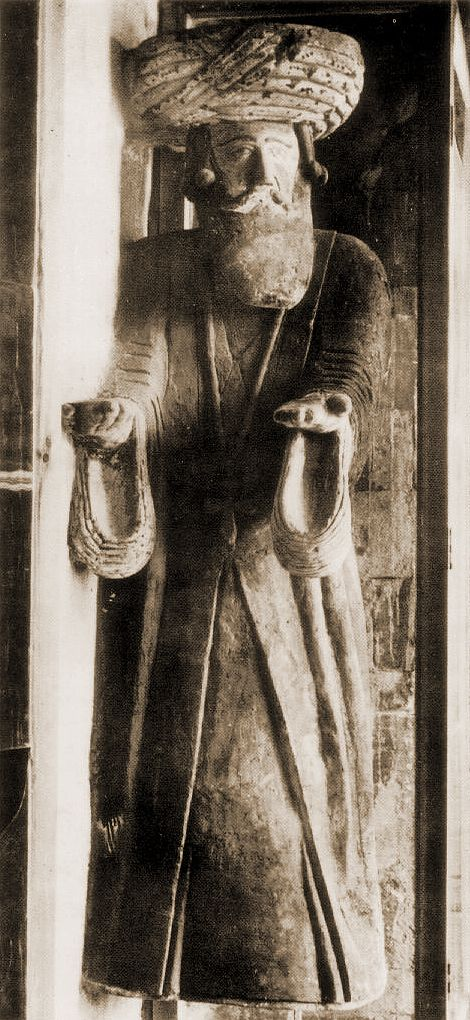
Двухметровая статуя царя Армении Гагика I (ум. в 1020 г.), найденная при раскопках в Ани. На руках статуи находился макет церкви

Армянская раннесредневековая скульптура представлена каменными стелами, орнаментальными и сюжетными рельефами IV—V вв. Наиболее ранние — рельефы плит аркосолия усыпальницы армянских Аршакидов в Ахце, относящееся к 364 году. Сохранилась капитель мемориальной колонны в Касахе (около IV в.) и 2 рельефа конца IV столетия на фасаде собора Эчмиадзинского собора. Примечательны скульптурные изображения Богородицы, Григора Просветителя и др. В целом раннесредневековая армянская скульптура представлена тремя основным школами — Айраратской, Таширской и Сюникской. Церкви V века отличаются скромной декоративностью. В VI—VII веках начинается новый расцвет скульптурного искусства (круглая скульптура и рельефы), отличающаяся богатством декоративных деталей, выделяются стилистические направления. Шедевром архитектуры и изобразительного искусства этой эпохи становиться храм Звартноц, построенный в 640—650-гг.. Появляются сюжетные фигурные рельефы (в церквях Птгни, Мрена), горельефные изображения ктиторов (Сисиан).

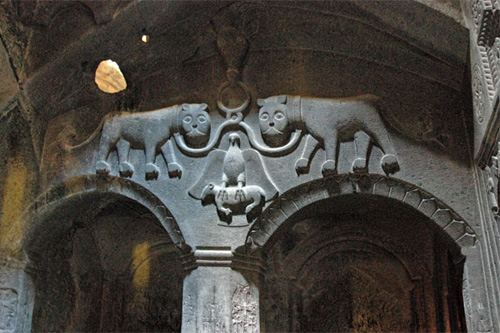
Интерьер Гегарда, начало XIII в.

Развитию средневековой армянской культуры способствует восстановление в 885 году национальной государственности образованием Анийского царства. В вассальном подчинении от последнего находились армянские царства и княжества Васпуракана, Сюника, Ташир-Дзорагета, Хачена. Начиная с X века развивается традиция изображения на стенах церквей и монастырей ктиторов, в этой связи примечательны скульптурные портреты князей и царей с моделью храма в руках в Ахтамаре, Ахпате, Санаине и других. В церкви Гагикашен (начало XI в.) в Ани на фасаде стояла двухметровая статуя царя Армении Гагика I с моделью церкви. К середине X века относятся рельефные изображения 12 апостолов в аркатуре барабана собора св. Апостолов в Карсе. В целом новый этап развития художественной культуры Армении связан с Анийской школой архитектурного и скульптурного искусства. Неотъемлемой частью этой школы являлось высокое орнаментальное искусство. Позднее в 1201 году при строительстве Аричаванка отмечается влияние Анийской школы скульптуры. Для скульптурного искусства X века особую ценность представляют также рельефы храма Ахтамар с изображением библейских сюжетов, фигур людей, птиц, зверей и т. д. Рельефная пластика XIII столетия представлена ктиторскими композициями (в Агарцине, Дадиванке), геральдикой (усыпальница князей Прошянов в Гегарде, 1283), скульптурами библейского а также мифологического содержания (Алджоцванк и Ованнаванк). Высокого художественного уровня достигает скульптурное оформление входов церквей. В XII—XIII вв. своего наивысшего развития достигает искусство хачкаров (каменных стел с резным изображением креста в орнаментальном обрамлении), возникший ещё в IX веке. Шедеврами хачкарного творчества считаются хачкар 1291 года мастера Погоса в Гошаванке и хачкар Момика 1303 года. Более ранние памятники по композиции монументальны и строги, более поздние исполнены изысканно тонкой, «кружевной» резьбой.
Важное место в изобразительном искусстве времени занимают скульптурные декорации Нораванка (XIV в.), Нор-Гетика (XII—XIII в), церкви Тиграна Оненца в Ани. Для скульптуры XIV века важное место занимает школа Вайоц-Дзора.

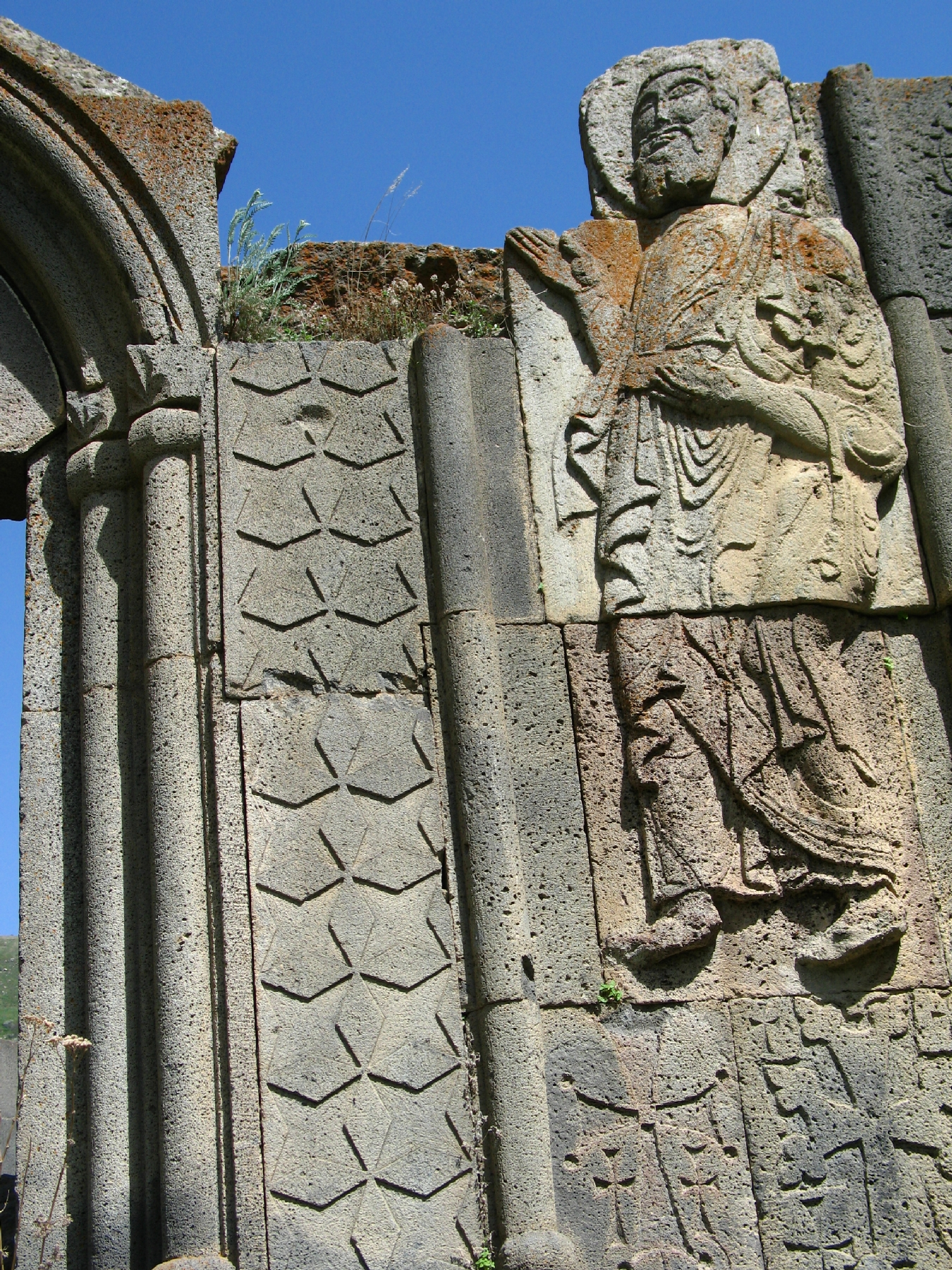
Скульптура у вход церкви Агджоц
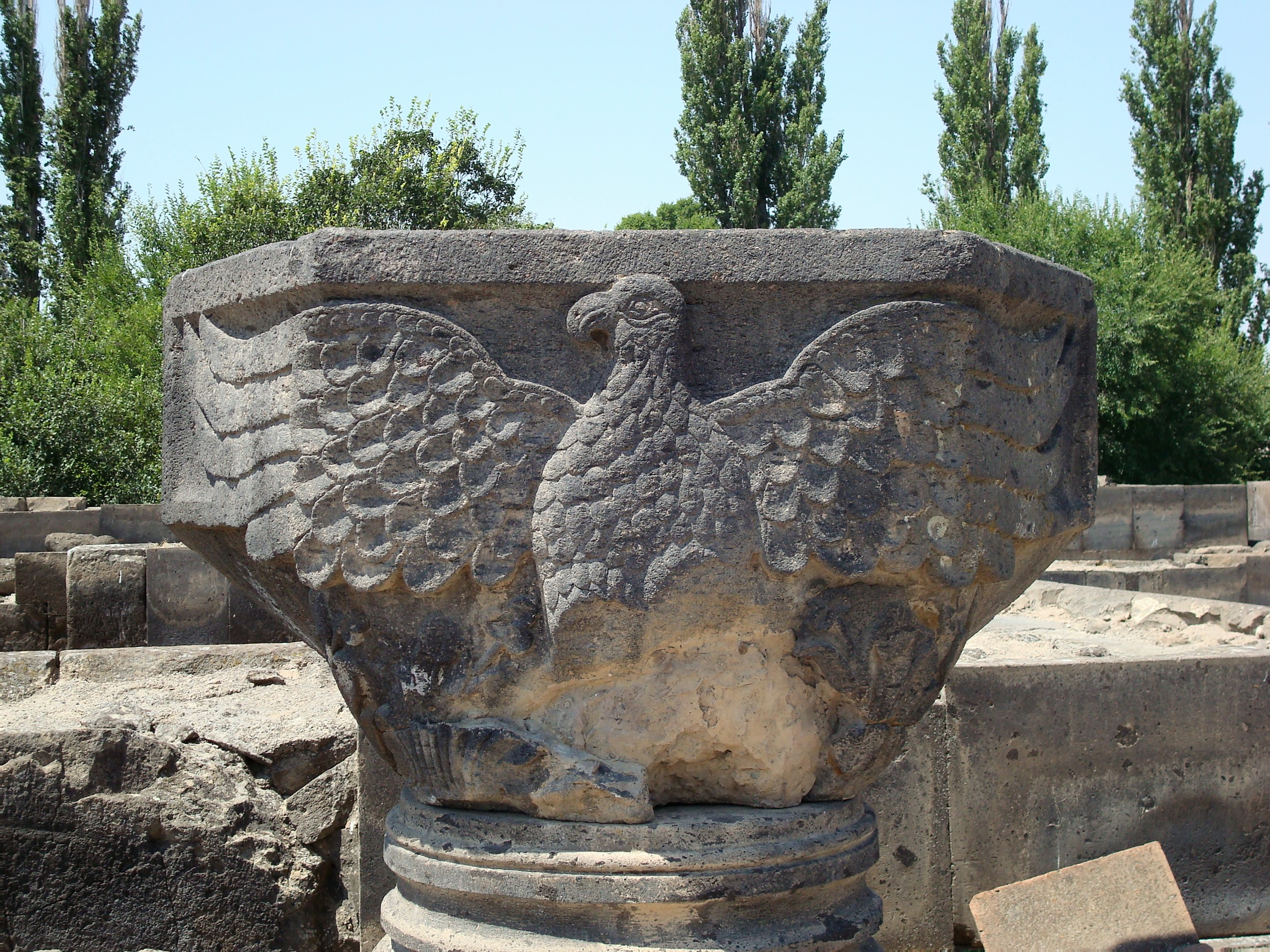
Собор Звартноц, середина VII века
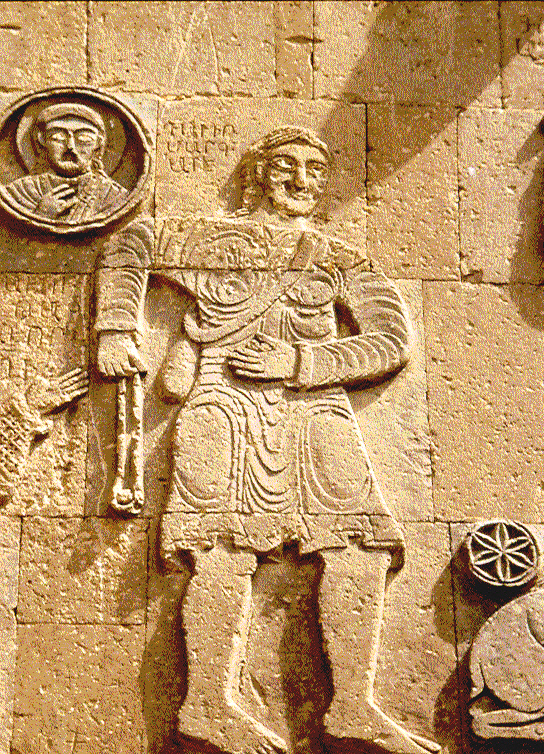
Рельефные скульптуры на церкви Сурб Хач (Святого Креста), Ахтамар, 910—920 годы
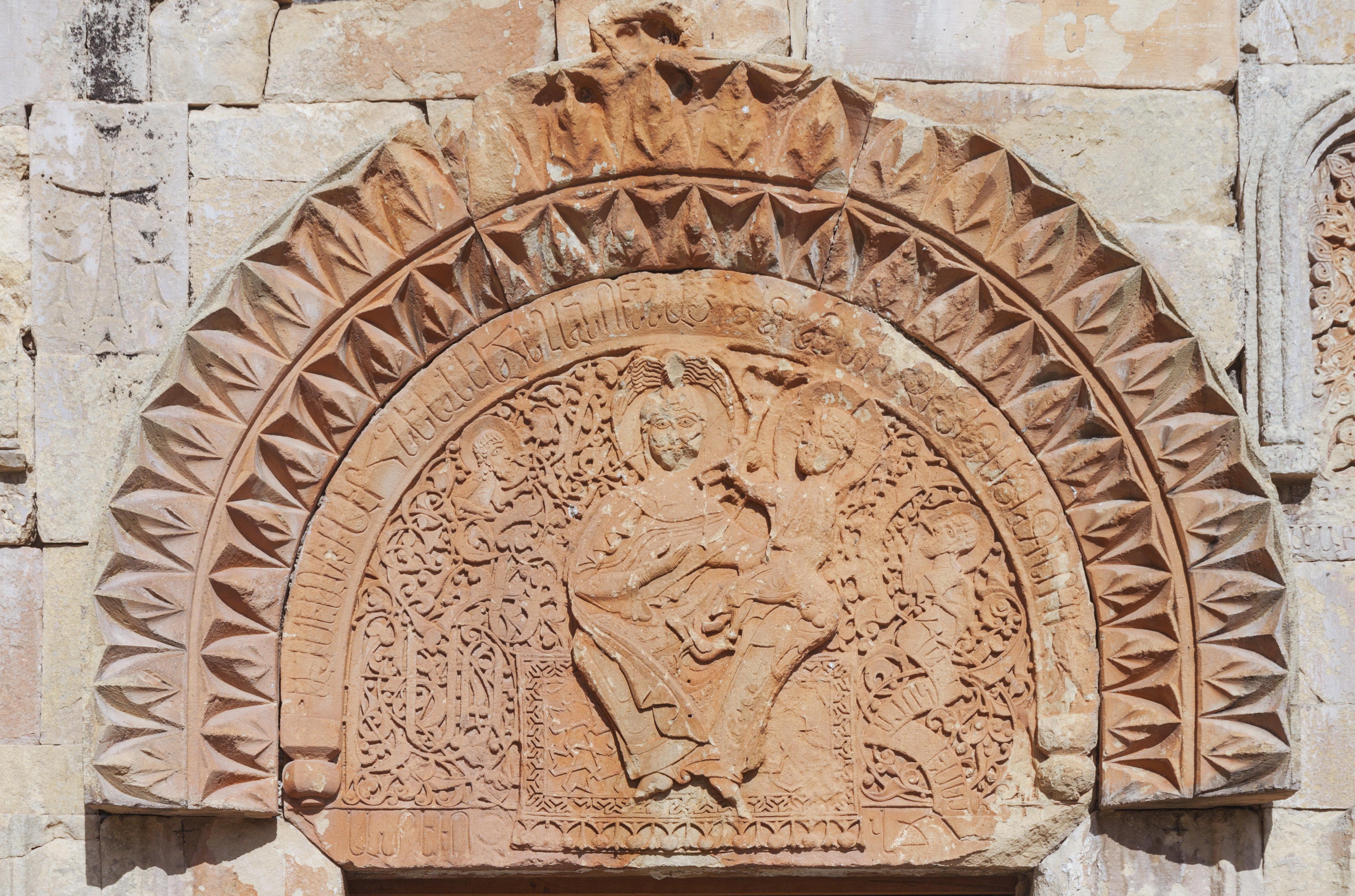
Богоматерь с Младенцем. Рельеф гавита монастыря Нораванк. Конец XIII века
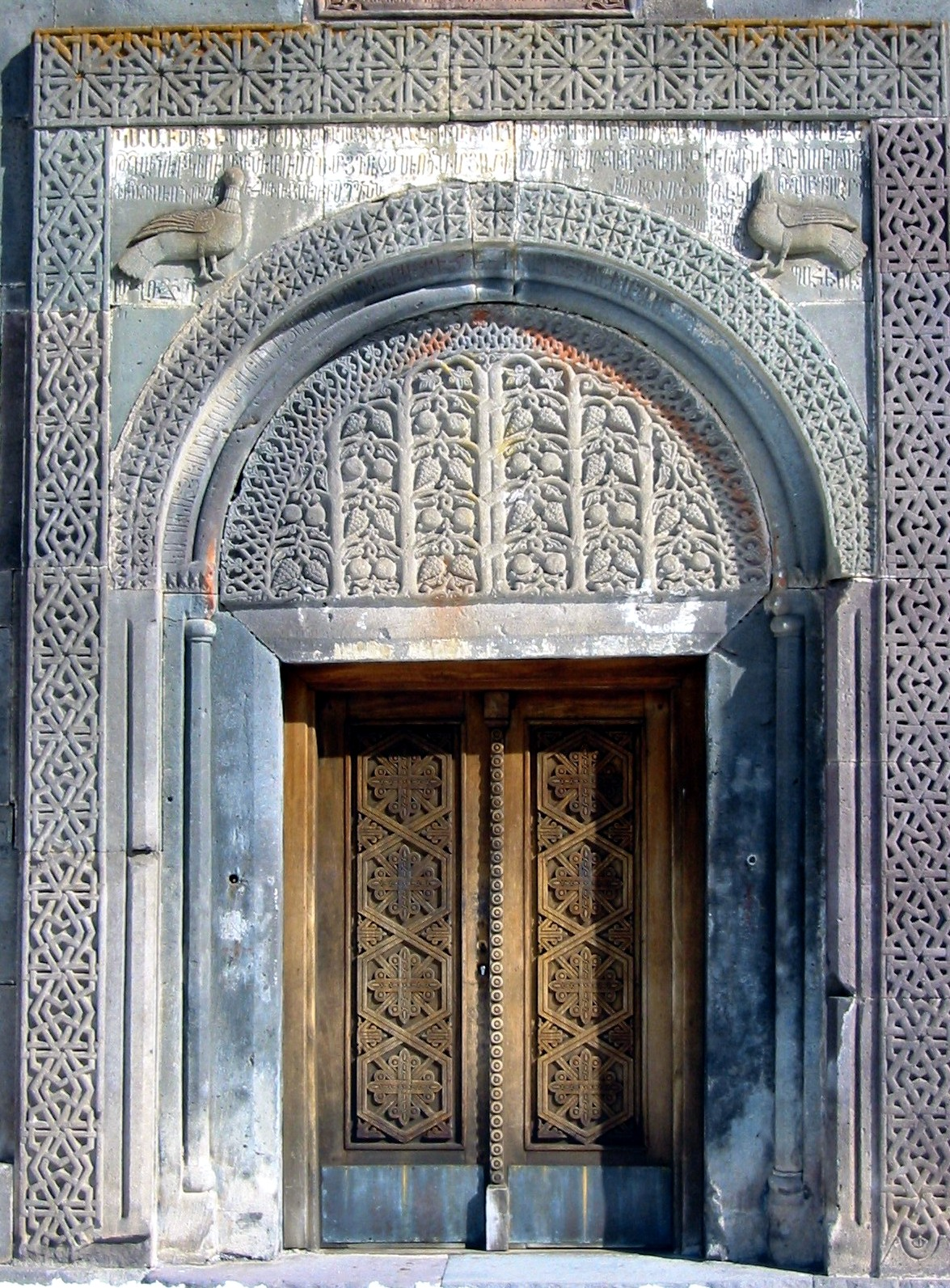
Гегард, ворота в церкви Катогике, 1215 год

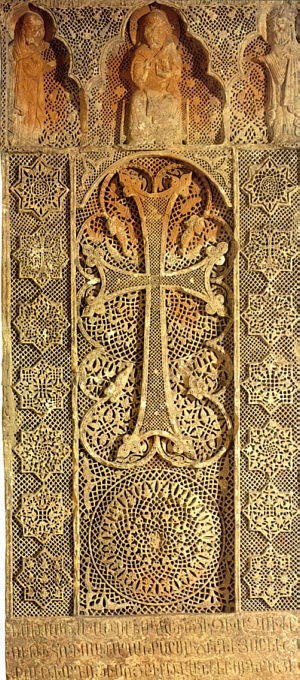
Хачкар, скульптор Момик, 1306 год
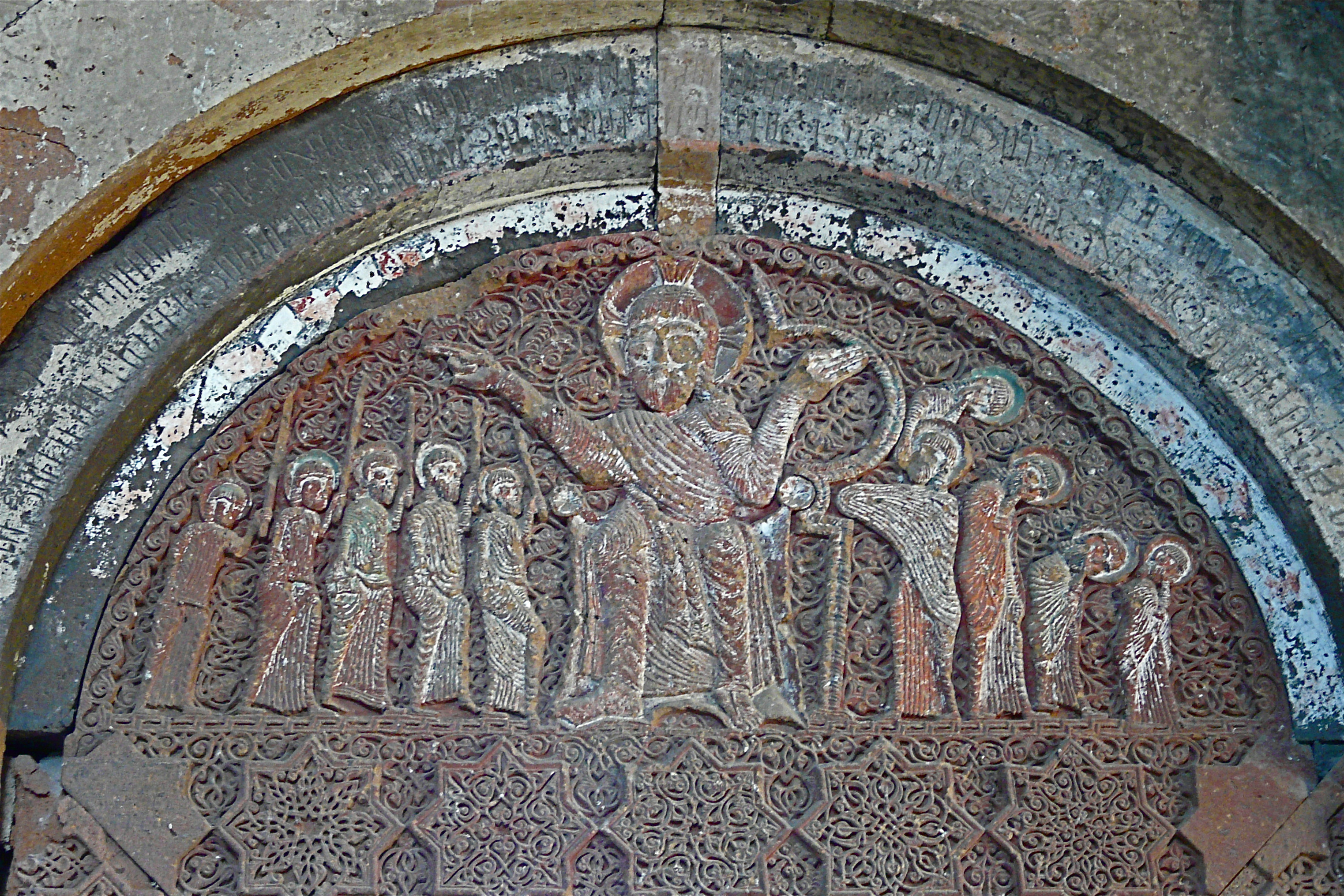
Барельеф на тимпане из Ованаванка, XIII века
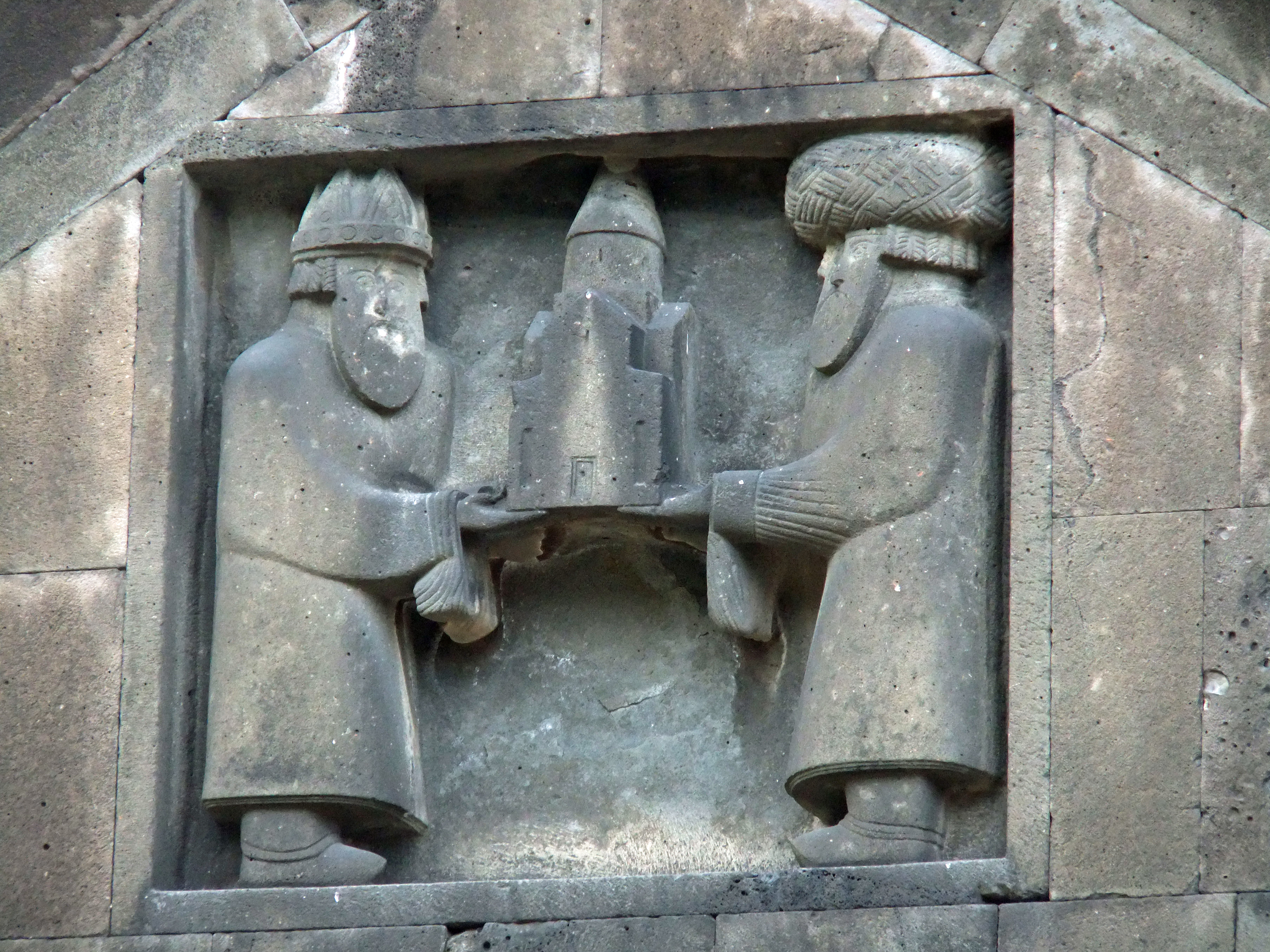
Ктиторский рельеф в Ахпате, 976—991 гг.
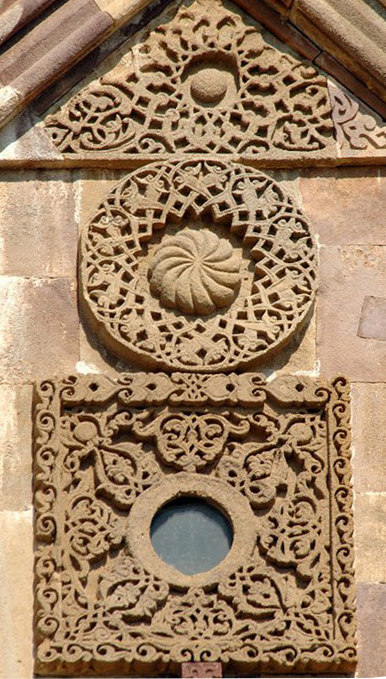
Скульптуры на церкви Гандзасар, 1216—1261 гг.
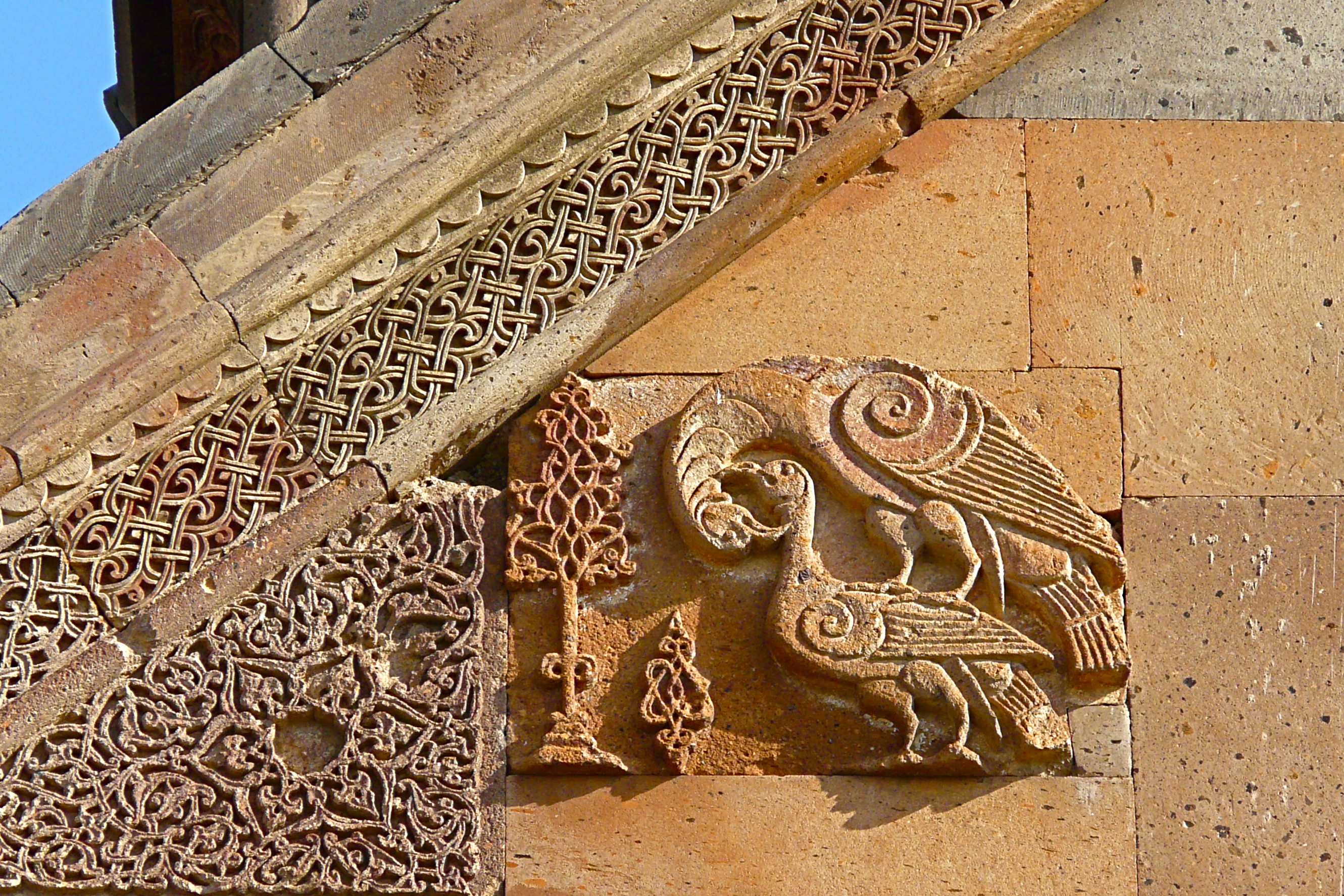
Ованаванк, фрагмент, 1216 год

### Миниатюра

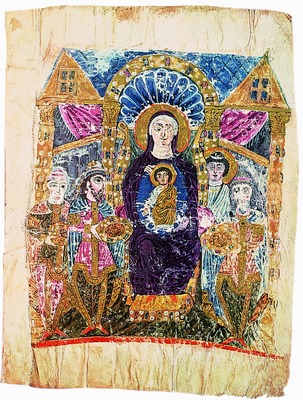
Поклонение волхвов. Миниатюра из «Эчмиадзинского Евангелия». VI—VII века

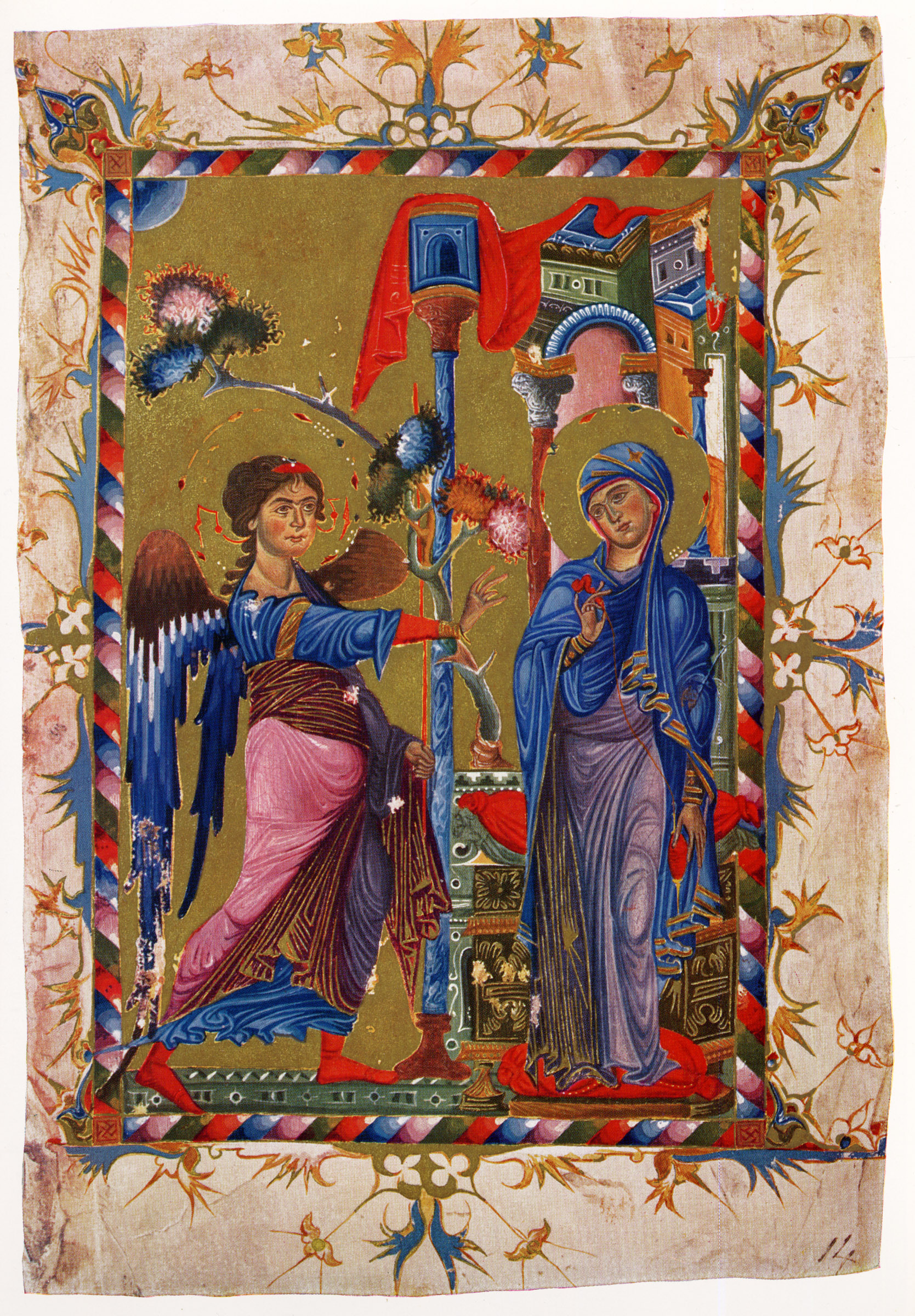
Миниатюра XIII века

В истории изобразительного искусства средневековой Армении ведущее место занимала книжная миниатюра, самые ранние образцы которого датируются VI—VII вв.. Особенностью армянской миниатюры является разнообразие стилей различных местных школ — Киликии, Гладзора, Татева, Васпуракана и т. д.. В целом армянская миниатюра отличается цветовой насыщенностью, яркостью композиционных построений, орнаментальным убранством. С раннего Средневековья (IX—X вв.) в армянской миниатюре выделяются два характерных направления: первому, обсусловеленному заказами феодальной знати, характерны парадность, обилие золота, живописность, орнаментальность. Более яркие примеры — «Евангелие царицы Млке» (862 г.), «Эчмиадзинское евангелие» (989 г.), «Евангелие Мугни» (XI в.). Второе направление, связанное с демократическими слоями, характеризуется лаконизмом, близостью к народносму искусству, графичностью, выразительностью лиц персонажей и движений, что нашло своё отражение в Евангелиях 986 г., 1018 г. и 1038 г.. Особым многообразием стилей и приёмов отличается миниатюра XIII—XIV веков, когда развивается ряд самобытных локальных школ армянской миниатюры. Ключевое место в истории армянской миниатюры занимает киликийская школа, развивавшаяся с XII века, но достигшая наибольшего расцвета во второй половине XIII столетия. Особое место в её истории занимает творчество Тороса Рослина. Работы Рослина отличаются глубокой психологической выразительностью персонажей, многообразием сюжетов и мастерством композиции групповых сцен, точным рисунком, особым подходом к изображению орнаментов. В это же время высокого уровня достигла миниатюра и в Восточной Армении. Среди значительных произведений следует отметить Евангелие Таргманчац 1232 г. (художник Григор), которое отличается эмоциональностью образов и живописностью. В Западной Армении бурно процветает школа миниатюрной живописи в Васпуракане. Её характерные особенности — преобладание линейно-графического изображения (художники XIV в. Дзерун, Рстакес) и декоративность. Мастера художественного искусства XIV столетия — Момик, Торос Таронаци и Авак, которые работали в Гладзоре. В Татевском монастыре в XIV—XV вв. работали Григор Татеваци и Григор. В Средневековье были созданы особые руководства по изобразительному искусству — «Паткерусуйцы». Самый древний сохранившийся рукопись «Паткерусуйца» относится к XV—XVI вв.. Последним крупным армянским миниатюристом считается Акоп Джугаеци, живший на рубеже XVI—XVII вв.. Его творчество предшествовало светскому развитию армянского художественного искусства.

### Декоративно-прикладное искусство
Прикладное искусство средневековой Армении представлено богатой и многообразной керамикой: поливной керамикой с росписью и гравировкой, неполивной с углублённым и рельефным орнаментом, росписанными фаянсовыми сосудами. Основные центры керамического производства располагались в городах Ани и Двин, процветавших вплоть до XII—XIII вв. Сохранились вышивки XIV в., металлические художественные изделия (чеканные серебряные позолоченные складни 1293 г., 1300 г. и 1687 г.), предметы церковного назначения. Сохранилось значительное количество серебряных и золотых окладов рукописных книг (например, оклад Евангелия киликийской работы 1255 г.). В Ани, при раскопках церкви Гагикашен, была обнаружена медная люстра-лампадофор, относящаяся к XI в.. Известны высоко-художественные образцы резьбы по дереву, наиболее ранние примеры которой относятся к X в.. Это капители притвора церкви Аствацацин Севанаванка и церкви Святой Рипсиме. Отдельное место в этом искусстве занимают деревянные двери храмов (дверь из Муша, 1134 г., двери из церкви Аракелоц на оз. Севан, 1176 и 1486 гг., из Татева, 1253 г., которые хранятся в Национальном историческом музее Армении).
В Средневековье церкви и храмы украшались также мозаиками. Некоторые фрагменты раннехристианских мозаик обнаружены в соборах Эчмиадзина, Звартноца и Двина.
Наиболее ранние полностью сохранившиеся ковры — вишапагорги (ковры с драконами), датируются в основном XIV—XV вв..

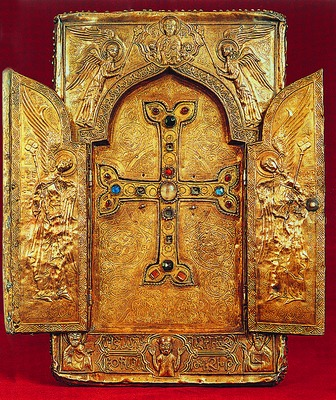
Складень-реликварий, Вайоцдзорская область, 1300 год
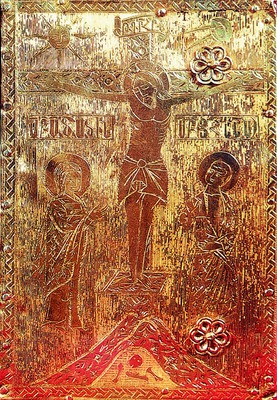
Оклад Евангелия, XV в., Татевский монастырь
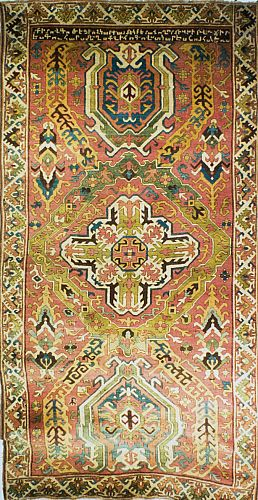
Карабахский ковёр «Гоар» с тканной надписью на армянском языке, 1700 г.

## XVII—XVIII века. Развитиестанковой живописи

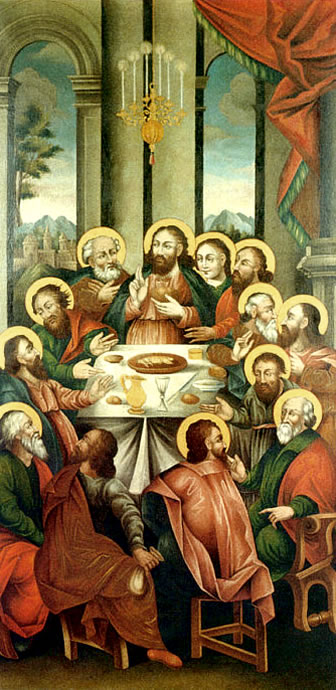
«Тайная вечеря», Овнатан Овнатанян, XVIII век

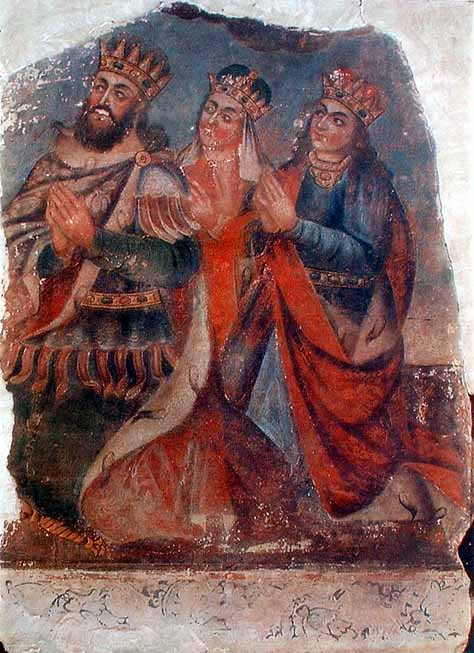
Нагаш Овнатан, «Царь Трдат III с женой Ашхен и сестрой Хосровадухт» роспись в Эчмиадзинском соборе

С XVII—XVIII веков средневековые художественные стили и подходы постепенно уступают место новым реалистическим методам художественного выражения. Вместе с миниатюрой и искусством фрески развиваются новые виды художественного искусства — станковая живопись, портретная живопись, тематические произведения и реалистический пейзаж. В интерьерах храмов появляется живопись маслом на холсте, реже на шелке или досках. В истории изобразительного искусства Армении XVII—XVIII веков важное место занимают художники из рода Овнатанянов. В их произведениях (в том числе выполненных для Эчмиадзинского собора) проявляются черты реализма. Первые росписи Эчмиадзинского собора (сохранились только три сюжетных фрагмента) принадлежат родоначальнику этой семьи Нагашу Овнатану. В 1680-е годы последний нарисовал ряд сюжетных картин для церкви Погос-Петрос в Ереване. Работы Овнатанянов в церквях Агулиса, Шорота, Апракуниса и Астапата выделяются в особую Нахичеванскую школу . Большой интерес представляют произведения Арутюна Овнатаняна и Овнатана Овнатаняна. Овнатаном Овнатаняным были выполнены замечательные портреты деятелей армянской церкви. В 1780-е годы Овнатан Овнатанян вместе с учениками восстанавливает фрески Эчмиадзинского собора. В XVII веке в Новой Джульфе (Исфахан) жил и работал портретист Минас (портреты Акопджана и Воскана Велиджанянов и т. д.). Из его монументальных работ известны фрески в нескольких армянских церквях Исфахана и т. д.. Там же работал художник, писатель, философ-богослов Ованес Мркуз, который в основном рисовал картины на библейские сюжеты. В XVIII веке несколько армянских художников работали в армянской колонии Иерусалима. 23 работ Ованеса Тирацу находятся в армянской церкви святого Иакова в Иерусалиме.
К концу XVII — началу XVIII века относится деятельность художников из семьи Манасе. Основателями этой династии художников являлись Рафаэль, Барсег и Минас Манасе, которые работали главным образом в Константинополе.
С дальнейшим развитием армянского книгопечатания в XVII—XVIII веках развивается книжная графика. Высокую художественную ценность представляют иллюстрации «Айсмавурка» (1706 год) Григора Марзванеци, выполненные ксилографическим способом. Работы Марзванеци — книжние иллюстрации, исполнены в национальном стиле. Последний создавал также цветные ксилографии. С середины XVIII столетия в Армении развивается и искусство гравюры.

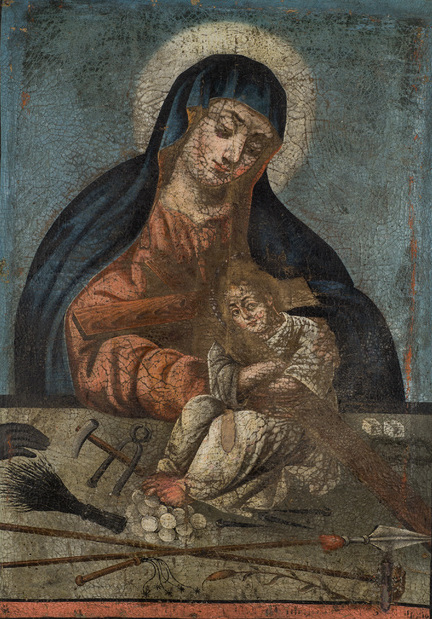
Неизвестный художник. Богородица с младенцем (Севанская Богородица). XVII век
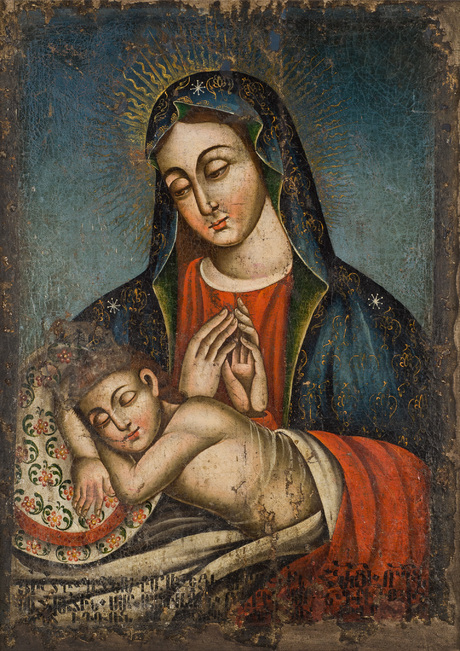
Неизвестный художник. Богородица с младенцем, XVIII век
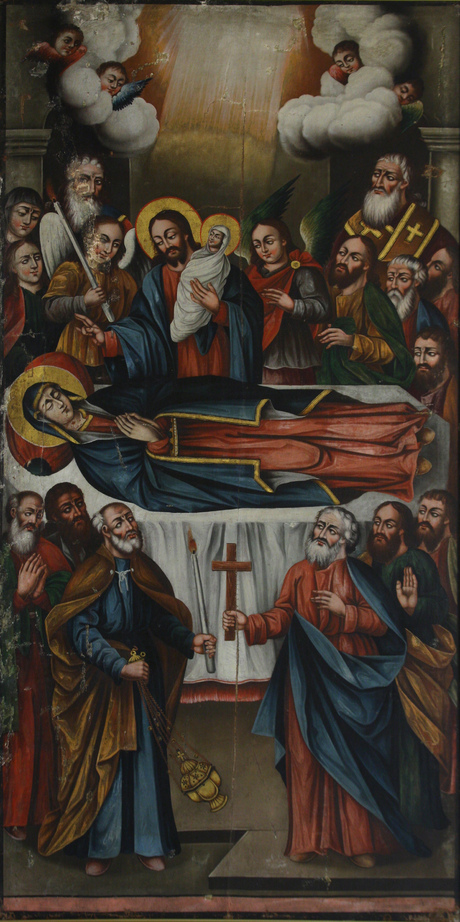
Успение Богородицы. Овнатан Овнатанян
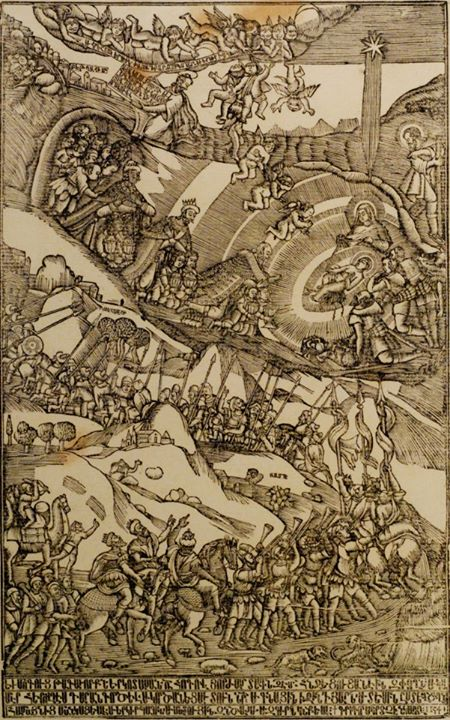
Художник Григор Марзванеци («Айсмавурк», 1706 г)
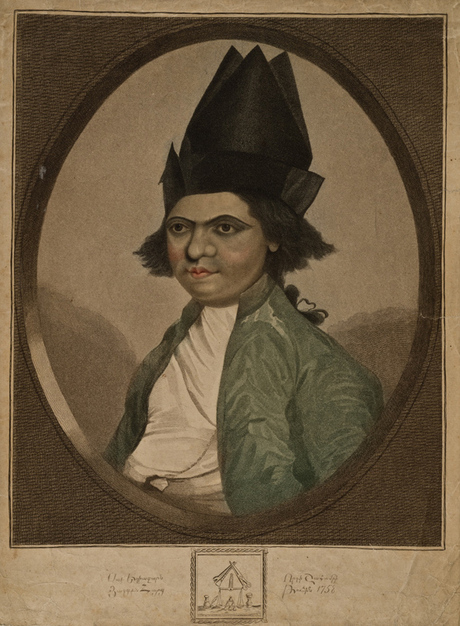
Неизвестный художник. Портрет Елиазара сына Шаамира. Гравюра, 1758 г.

## XIX — начало XX веков

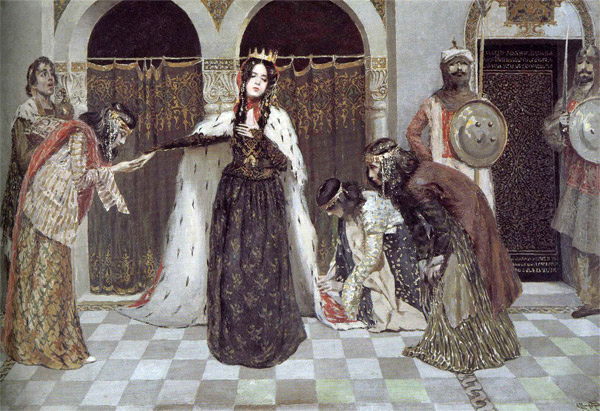
Вардкес Суренянц, «Возвращение царицы Забел на трон», 1909 год

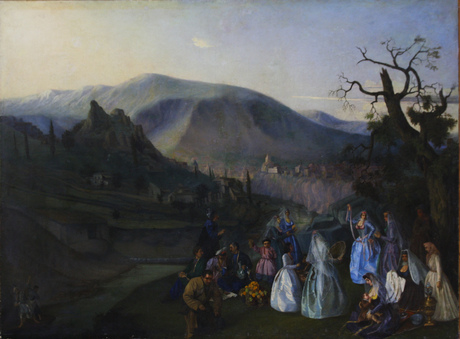
Степанос Нерсисян, «Пикник на берегу Куры», 1860 год

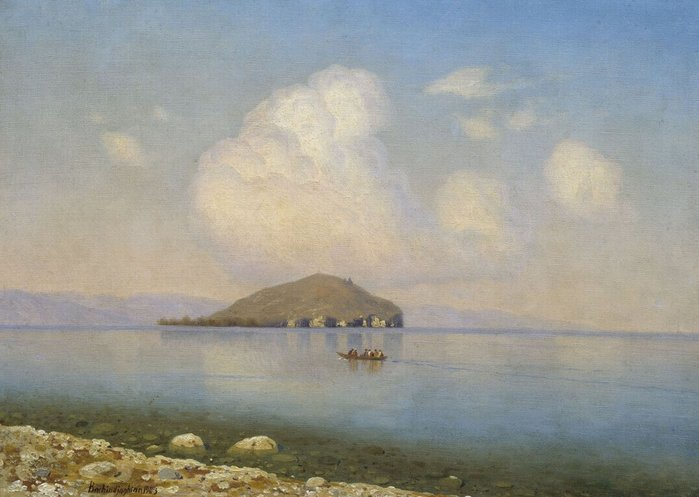
Геворк Башинджагян, «Озеро Севан», 1903 год

После освобождения Восточной Армении от персидского ига и присоединения к Российской империи усиливаются связи с западной и русской художественными культурами. Светское изобразительное искусство и, главным образом, живопись начинают развиваться в новом направлении. В 30-е—70-е годы XIX столетия в истории изобразительного искусства Армении ведущее место начинает занимать портретная живопось. Среди художников-портретистов того времени следует отметить Акопа Овнатаняна младшего и Степаноса Нерсисяна — воспитанника академической школы. Нерсисян считается основоположником бытового жанра в армянском изобразительном искусстве. Он впервые в армянском искусстве сочетал жанровый сюжет с широким изображением пейзажа, написанного с натуры. В первой половине XIX века с появлением гравюр и литографии Агафона Овнатаняна и Ованеса Катаняна начинает развиваться армянская станковая графика.
Уже в XIX столетии многие армяне были членом императорской академии художеств.
С 1860—1870-гг. работал один из основателей романтического направления в армянской живописи, маринист Мкртич Чиванян.

Из-за неблагоприятных политических и экономических условий в самой Армении, армянские художники творческой деятельностью занимались преимущественно в Тифлисе (Тбилиси), Петербурге и Москве, а также в городах западной и восточной Европы, что способствовало обогащению их творчества новыми художественными приёмами и традициями этих стран. Свои тематические произведения они посвящали быту и жизни армянской нации, природе и истории Армении. Так в 1880 годы появляется целая плеяда художников, которые посвящали своё творчество национальной тематике. В конце XIX века (1880—1890 годы), реалистические бытовые картины создает А. Шамшинян. Он практически становится основным продолжателем таматического жанра в армянской живописи после С. Нерсисяна. Этот жанр, однако, достиг наивысшего уровня в творчестве одного из крупнейших армянских художников, который творил на рубеже XIX—XX вв., Вардкеса Суренянца, создавшего ряд картин на историко-бытовые и исторические темы. Вардкес Суренянц выступал также как театральный художник и иллюстратор. В. Суренянц был членом организации Передвижников. 

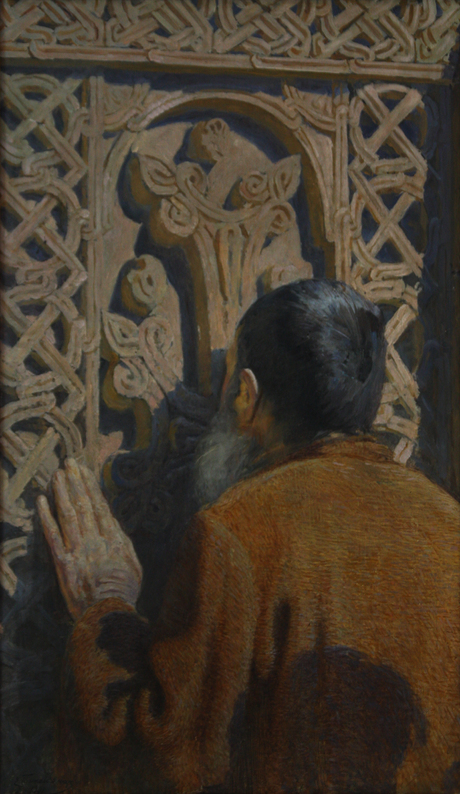
Егише Татевосян. «Поклонение кресту», 1901 год

Начиная с 1900 годов в его картинах находят место некоторые модернистические подходы. Он считается также крупнейшим графиком среди восточноармянских художников эпохи. Современники Суренянца М. Магтесян и В. Махохян — мастера морского пейзажа. Реалистические морские пейзажи Махохяна часто имеют романтические оттенки, в некоторых случаях косвенно примыкают к символизму. В портретном жанре работал Е. Назарян, в портретном и бытовом жанре А. Арцатпанян, в портретном и пейзажном жантре — Карапет Чирахян. В 1890 годы в армянской живописи как самостоятельный жанр складывается пейзаж. Родоначальником профессиональной пейзажной живописи становится Геворг Башинджагян. Работы Башинджагяна, созданные с большим мастерством и чувством патриотизма, изображали природу и исторические памятники Армении. В творчестве художника значительное место занимали также картины с пейзажами Франции, России, Грузии. Вместе с тем, Башинджагян был известен как идеолог сохранения классического художественного наследия. В пейзажном жанре работали также А. Шамшинян и Р. Шишманян. Егише Татевосян, Фанос Терлемезян и Степанос Агаджанян создают сюжетные картины в русле реалистического демократического направления концa XIX-го и первого десятилетия XX века. В начальный период творчество Е. Тадевосяна носило значительное влияние искусства Суренянца, особенно в национальной тематике. Однако с 1900-гг. художник больше склонился к импрессионистическим, пуантилистическим методам художественного выражения. В основном в портретном жанре работал Фанос Терлемезян, однако талант художника немало проявлялся также в бытовом и пейзажном жанрах. Примечательно творчество Акопа Акопяна, портреты, бытовые картины и пейзажи которого отличаются реалистическим мастерством и тематическим единством. В начале XX столетия в Москве свою творческую деятельность начинает Мартирос Сарьян. В начале творческого пути М. Сарьян работал в традициях символизма. В его ранних работах заметно, что художник занимался поисками новых средств художественного выражения. С начала XX века в Париже работали мастера офорта Эдгар Шаин и Тигран Полат. В 1916 году в Тифлисе усилиями армянских художников основывается «Союз армянский художников». В начале XX века работали художники Х. Тер-Минасян, Д. Окроянц, Г. Габриелян, А. Шапанян, О. Пушман, и др..

### Портретная живопись

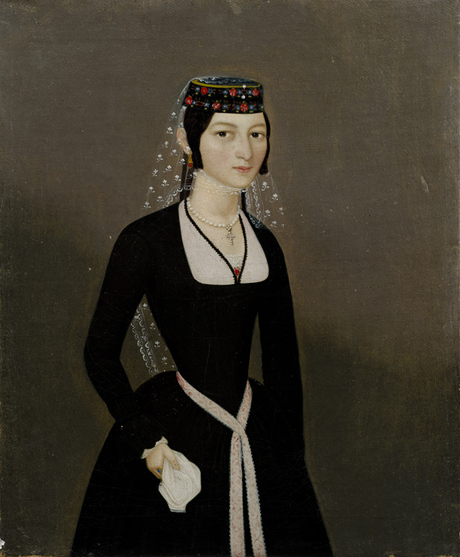
А. Овнатанян, «Портрет Натали Туманян», 1830—1840-гг.
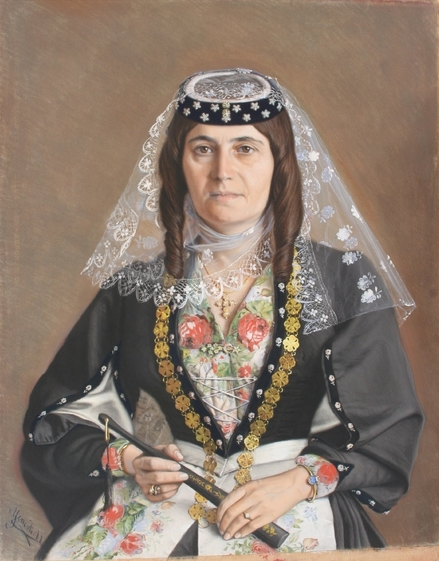
Е. Назарян, «Портрет Мариам Шаламян», 1897
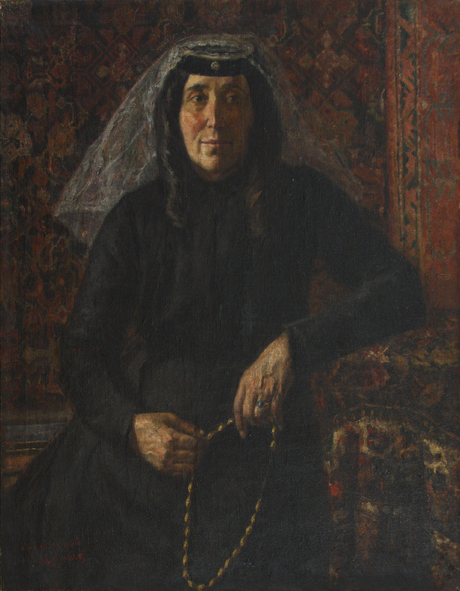
С. Агаджанян, «Портрет Матери», 1900
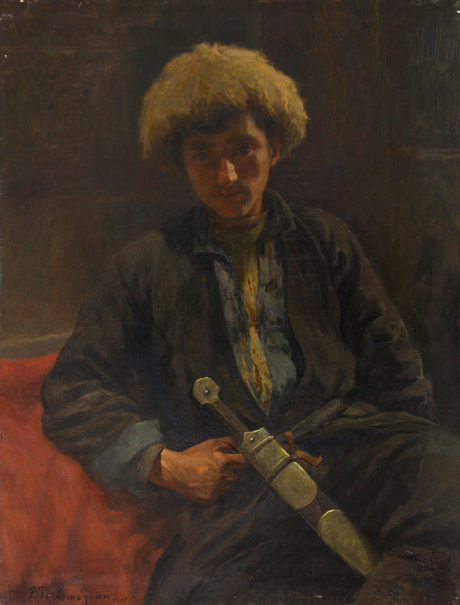
Ф. Терлемезян, «Лорийский пастух», 1905
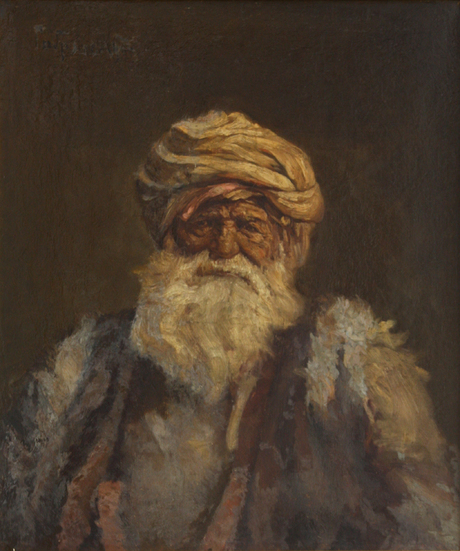
Г. Габриелян, «Портрет старика», XIX век

### Композиция

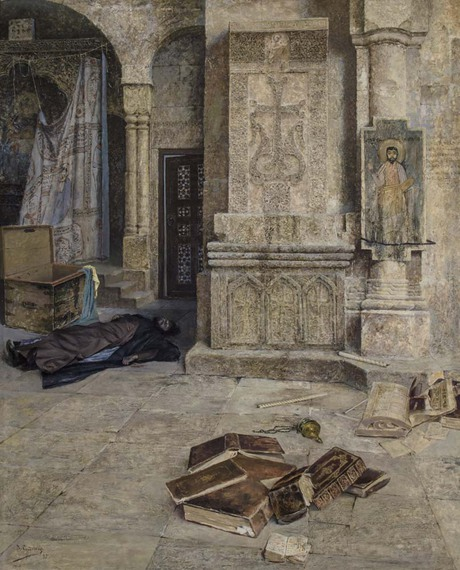
В. Суренянц, «Попранная святыня» 1895 год
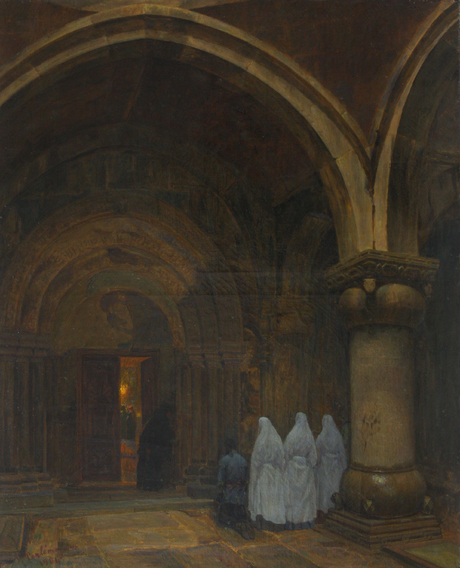
П. Терлемезян, «Гавит Санаинского монастыря», 1904
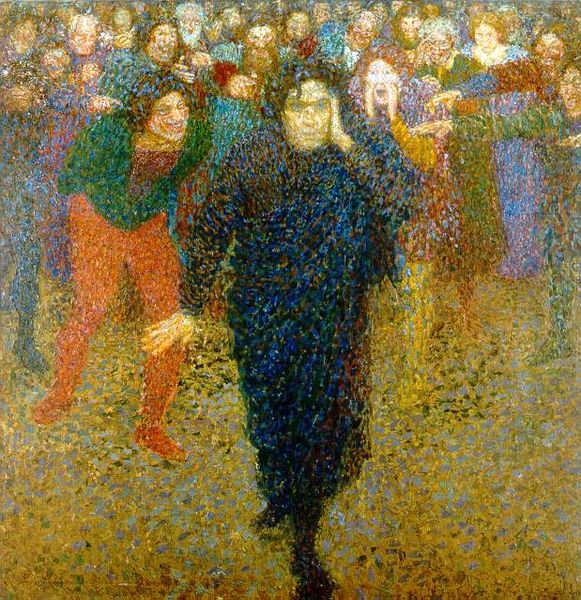
Е. Татевосян, «Гений и толпа», 1909 год
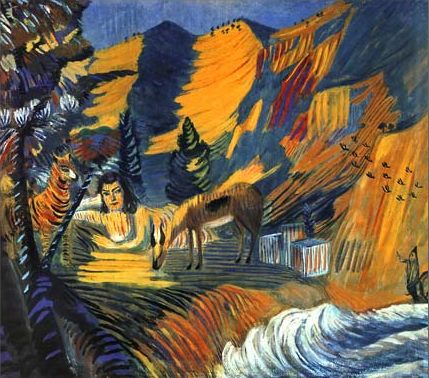
М. Сарьян, «Море. Сфинкс», 1908 год
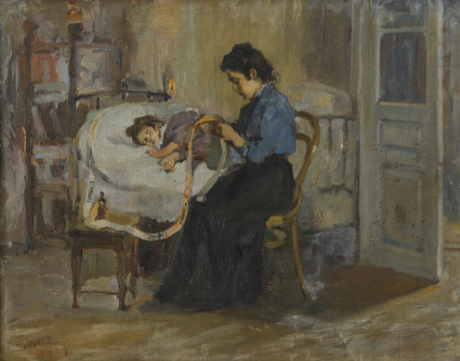
А. Арцатпанян, «У постели больного ребенка», 1900

### Пейзаж

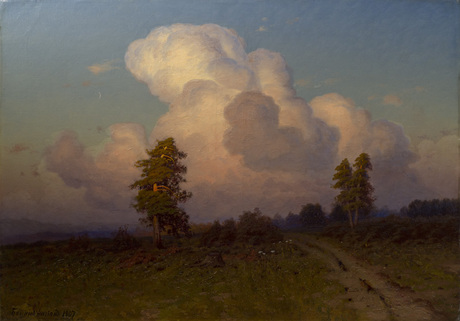
Г. Башинджагян, «Пейзаж с соснами», 1907
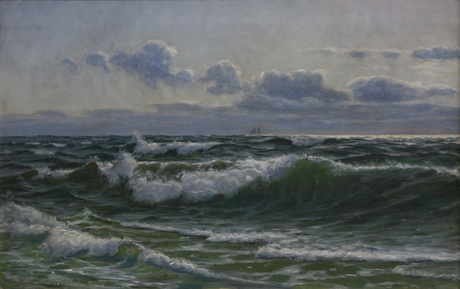
В. Махохян, «Морской пейзаж», 1905
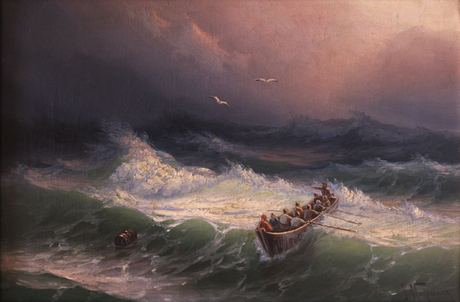
М. Магтесян, «Буря на море», 1898
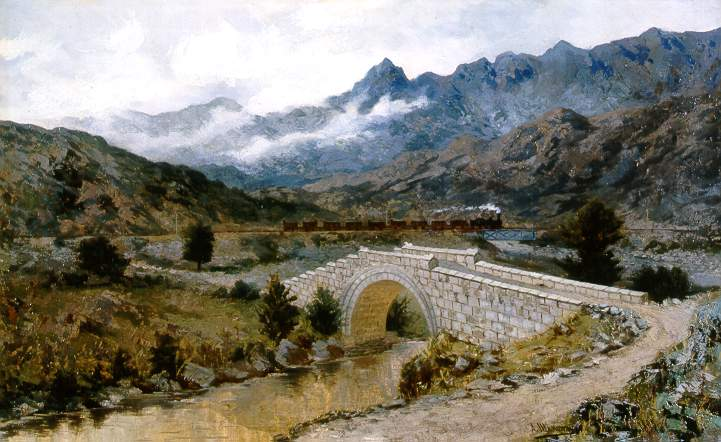
А. Шамшинян, «Санаинский мост», 1899 год
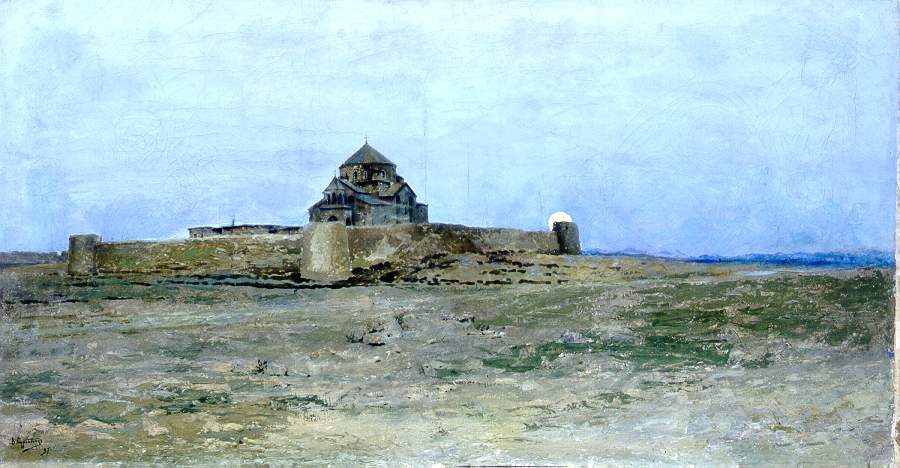
В. Суренянц, «Церковь св. Рипсиме близ Эчмиадзина», 1897 год

### Натюрморт

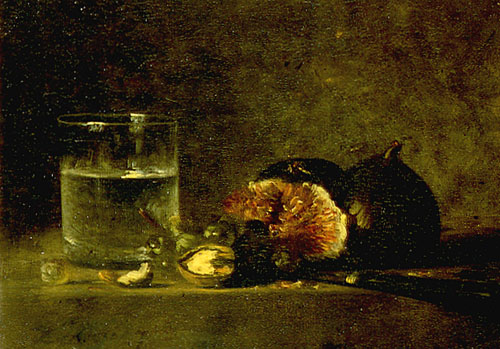
З. Закарян, «Натюрморт», 1900 гг.
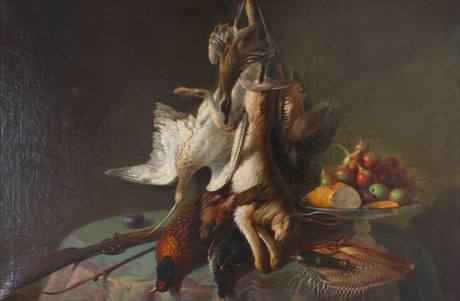
П. Срапян, «Натюрморт с дичью», около 1894 г.
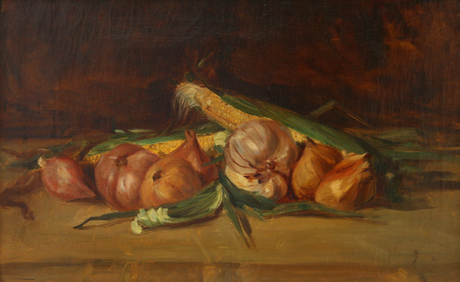
А. Акопян, «Натюрморт», 1901
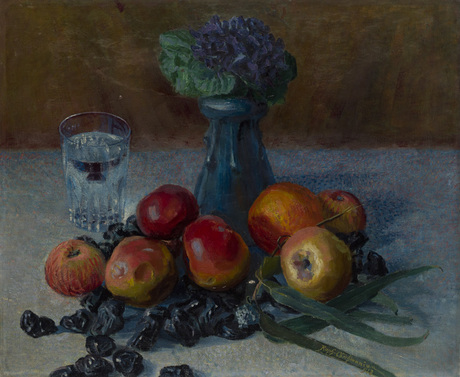
Р. Шишманян,  «Натюрморт», 1913
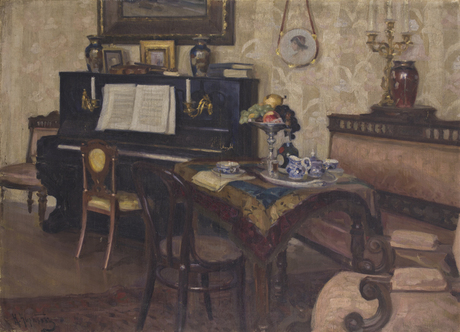
К. Чирахян, «Интерьер. Натюрморт»

В конце XIX, начале XX в. начинают работать первые профессиональные армянские скульпторы Е. Воскан, А. Тер-Марукян, А. Гюрджян (последние два работали преимущественно в Париже). В скульптурных произведениях Андреаса Тер-Марукяна изображены простые жители армянской деревни и представители передовой армянской интеллигенции. Творчеству Тер-Марукяна тематически близки произведения Микаэля Миакеляна. В 1910-гг. начальные этапы творческой деятельности переживали скульпторы Айк Батикян, Акоп Папазян, и др.. Графика развивается в творчестве Аршака Фетфаджяна и Вано Ходжабекяна. Работы Ходжабекяна изображают бытовые сцены тифлисской жизни, отличаются чувством юмора, выразительным гротескным штрихом. Фетфаджян вошёл в историю изобразительного искусства Армении своими акварельными работами, изображающими исторические памятники Ани.

### Графика

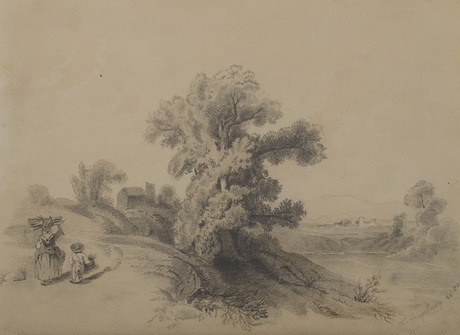
Г. Арцруни, «Пейзаж с фигурой женщины и ребенка», 1847
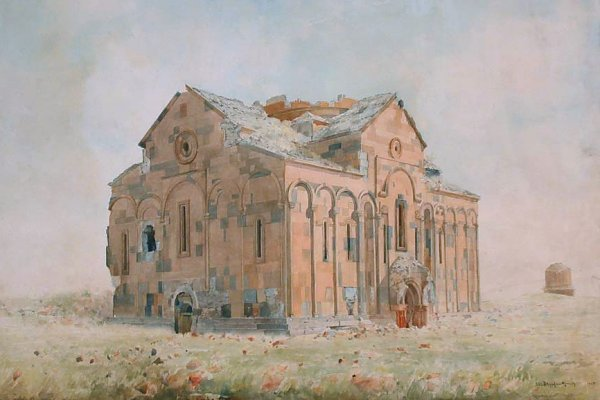
А. Фетфаджян, «Кафедральный собор Ани», 1905 год
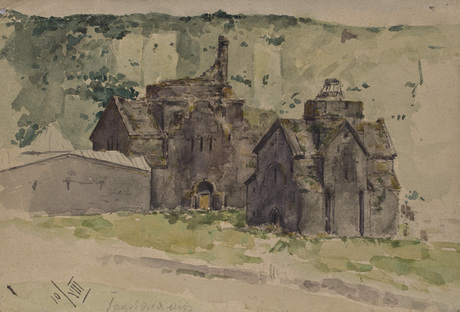
С. Габриелян, «Руины церкви», конец XIX—начало XX века
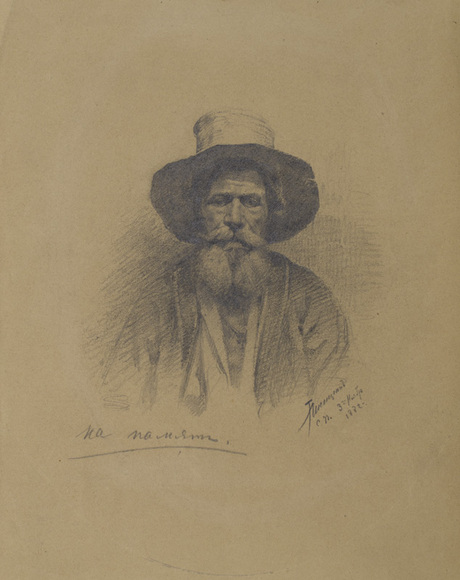
Т. Лисицян, «Портрет мужчины», 1882

## XX век

Картина О. Зардаряна «Весна» (1956) на почтовой марке СССР

Начиная с 1920 гг. армянские художники всё чаще начинают обосновываться в Армении. В формировании новой художественной школы значительную роль сыграло творчество М. Сарьяна и С. Агаджаняна. Особенно ярко мастерство М. Сарьяна проявилось в жанре пейзажа, характеристических портретов, натюрмортах. Агаджанян творил в реалистическом портретном жанре. В армянской живописи ключевое место занимал пейзаж, в этом жанре работали Ф. Терлемезян, Е. Тадевосян, Г. Гюрджян, С. Аракелян. Тематические произведения создают А. Бажбеук-Меликов, Е. Тадевосян, А. Коджоян и другие. В скульптуре развивается монументальный жанр, наиболее яркими представителями которого становятся А. Сарксян, А. Урарту и другие. А. Коджоян начинает играть одну из ведущих ролей в книжной и станковой графике. Театральная живопись развивается в творчестве Г. Якулова, М. Сарьяна, М. Арутчяна и других. Для живописи 1940—1950 гг. более характерно развитие сюжетного жанра — новый быт, сцены труда, исторические сюжеты, а также натюрморт и пейзаж. Среди крупнейших деятелей живописи середины XX века следует отметить М. Асламазян, А. Бекаряна, Э. Исабекяна, Г. Ханджянa (последний также является одним из наиболее ярких представителей армянской графики XX века), О. Зардаряна, М. Аветисяна, С. Хатламаджяна, А. Григоряна и других. Из-за рубежа репатриировали видные живописцы А. Галенц и П. Контураджян, крупный скульптор-новатор Е. Кочар, который также работал в сфере монументального искусства и является автором статуи Давида Сасунского, ставшей символом Еревана. В различных жанрах скульптуры работают Г. Чубарян, Н. Никогосян, С. Багдасарян и другие, которые плодотворно творили преимущественно начиная со второй половины 1950-х гг. Художник Г. Шилтян работал в России и Италии. Со второй половины XX века в жанре портрета, натюрморта и пейзажа начинает работать Л. Бажбеук-Меликян.